# Појас (одећа)
Појас или прегача је у средњем веку био је симболички део ношње, са магичним значајем, јер је означавао мушкост и снагу и симболизовао феудалну власт, која је на Балканском полуострву кодифицирана у Душановом законику.
Појасеви које су носили наши преци били су понекад права уметничка дела. Племство је носило свилене појасеве украшене златним и сребрним нитима и драгим камењем. Појасеви, који су предавани наследницима, имали су различите ознаке, попут талисмана и амблема. У 19. веку на појасевима су се налазили иницијали власника, па чак и целокупно име, или име власниковог љубимца, датум и место рођења... 
Шетати улицом без појаса у појединим историјским раздобљима значило је дискредитовати самог себе.

## Историја
Појас  или  мала прегача са дугим ресама исплетена од биљних влакана или начињена од коже сматра се да спада у најстарије одевне предмете у једном периоду историје човечанства, јер је био распрострањен на свим континентима., а посебно на подручју Медитерана, што потврђују бројна археолошка истраживања, као и подаци из митологије и религије разних народа.

Према Светом писму прегача израђена од биљних влакана и лишћа настарији је одевни предмет који је човек оденуо:
Тада им се отворише очи, и видеше да су голи, па сплетоше лишће смокава и начинише себи прегаче.
На српском двору у средњем веку владала су одређена правила која су регулисала начин одевања. У законику цара Стефана Душана појединим одредбама био је прописан обавезни вид одеће, међу којом је био прописан и појас. Легендарни законик цара Душана из средине 14. века прописао је да златни појас и ниска бисера остану у наслеђу његовог најстаријег сина, док се коњ и оружје које је покојник користио за живота имају предати цару.

## Врсте појаса
Појасеви су рађени на српски, босански, угарски, венецијански, грчки, дубровачки начин. Састављени су од крстастих, округлих и цветоликих зглавкова, и оних са антропоморфним представама.
 

У средњем веку људи су се опасивали широким једнобојним дугачким вуненим појасевима, да би се тек касније носиле шире тканице. 
Један од најстаријих, рудичар, ткан је од беле вуне, дужине три до четири метра, ширине око двадесет центиметара. Завршаво се дугим ресама. На памучним узаним разнобојним појасевима ушивенана су дугмад и прапорци. Појас преопасач од сребрног новца качио се на ланцу појаса.
 На појасу су ношене и пафте − чампре. 
Канице или шарене појасеве носили су имућнији мушкараци, а преко њих широке кожне појасеве силахе или силаје украшене златовезом, који су били чести с почетка 20. века. У свечанијим приликама ношен је окованик или кованик, кожни појас, који је на предњем делу био кованица од метала, украшена разнобојним камењем. Појас је имао украсну и употребну функцију, стезао је кошуљу и истицо лепоту стурка жене.

## Галерија
- Женски метални појасеви, као део народне ношње, из збирке Народног музеја у Крушевцу